# 卡萨斯科丁泰尔维
卡萨斯科丁泰尔维（義大利語：Casasco d'Intelvi），曾是意大利科莫省的一个市镇。总面积4平方公里，人口420人，人口密度105.0人/平方公里（2009年）。ISTAT代码为013050。
2018年1月1日，卡萨斯科丁泰尔维和另外两个市镇合并为新的中因泰尔维谷市镇。